# René Ficq
Constant René Louis Reginald Marie Ficq (13 augustus 1939) is een Nederlands jurist.
Hij werd geboren als zoon van Louis Ficq, burgemeester van Grave, die in 1944 overleed in het concentratiekamp Dachau.
René Ficq studeerde rechten aan de Katholieke Universiteit Nijmegen waar hij in 1963 afstudeerde in het 'civiele recht'. Daarna werd hij reserveofficier bij de 41ste pantserbrigade en in 1965 ging hij werken bij de afdeling Juridische & Bedrijfsorganisatorische Zaken van het ministerie van Landbouw en Visserij. Een jaar later werd hij directiesecretaris bij de personenautofabriek DAF in het Limburgse Born.
In januari 1973 begon hij zijn carrière bij het Openbaar Ministerie als plaatsvervangend officier van justitie bij het arrondissementsparket in Maastricht. Via substituut-officier van justitie (1974) werd hij daar in 1976 arrondissementsofficier van Justitie.
In 1980 volgde zijn benoeming tot advocaat-generaal bij het gerechtshof in Amsterdam en in 1986 werd hij hoofdofficier van justitie in 's-Hertogenbosch. Ruim zeven jaar later werd hij benoemd tot procureur-generaal (PG) bij het gerechtshof in Arnhem.
Na de Parlementaire enquêtecommissie opsporingsmethoden was de positie van de Amsterdamse procureur-generaal Van Randwijck onhoudbaar geworden. Ficq werd in 1996 diens opvolger, maar wel als waarnemend procureur-generaal, omdat er werd gewerkt aan een reorganisatie van het openbaar ministerie, waarbij de functie van procureur-generaal als leidinggevende van een hofparket afgeschaft zou worden en er een centraal gevestigd college van procureurs-generaal ingesteld zou worden, waarbij de leden van dat college zich zouden gaan specialiseren en niet gebonden zouden zijn aan een van de vijf toenmalige gerechtshoven in Nederland. Ficq zou zich gaan specialiseren in georganiseerde misdaad, spionage, vandalisme en milieu.
Begin 1998 escaleerde de Affaire van Sorgdrager en de procureurs-generaal waarbij de Super-PG Arthur Docters van Leeuwen aan de kant werd gezet. Kort daarop werd Ficq waarnemend voorzitter van het College van procureurs-generaal en daarmee de tweede Super-PG. In april 1999 volgde Joan de Wijkerslooth hem op als voorzitter en later dat jaar kwam op Ficqs eigen verzoek een einde aan zijn procureur-generaalschap, waarna hij raadsheer werd bij het gerechtshof in 's-Hertogenbosch. Hij maakte de niet zo gebruikelijke stap van de staande naar de zittende magistratuur.

## Trivia
- Over de affaire in 1998 is het boek Klem in de draaideur geschreven wat later verfilmd is met Ger Thijs in de rol van mr. C.R.L.R.M. Ficq
- Hij is de oom van de Amsterdamse strafpleitster Bénédicte Ficq.